# Erythrodiplax umbrata
Erythrodiplax umbrata is een libellensoort uit de familie van de korenbouten (Libellulidae), onderorde echte libellen (Anisoptera).
De soort komt voor in het Nearctisch en Neotropisch gebied.
De wetenschappelijke naam Erythrodiplax umbrata is gepubliceerd in 1758 door Linnaeus in de tiende editie van Systema naturae.